# Langues béboïdes
Les langues béboïdes constituent une branche, ou des branches, des langues bantoïdes méridionales, et sont principalement parlées dans l'ouest du Cameroun ; deux langues, le bukwen et le mashi, sont parlées à la frontière du Nigeria. Les langues béboïdes de l’Est sont sans doute plus étroitement liées au groupe tivoïde et momo (en), alors que les langues béboïdes de l’Ouest, s’il s’agit d’un groupe, seraient plus proches des groupes ékoïdes et bantous.

## Langues
Les premières recherches sur ces langues comprennent une étude des noms de classes dans les langues béboïdes par Jean-Marie Hombert (1980), deux publications de Larry Hyman (1980, 1981), une thèse de Richards (1991) portant sur la phonologie de trois langues béboïdes de l’Est (le noone, le ncane et le sari), la rédaction d'un lexique noni par Lux (2003) et une étude de la phonologie du kemedzung par Cox en 2005.
Les rapports d’enquête de SIL International ont fourni plus de détails sur les langues béboïdes de l’Est et de l’Ouest. Brye & Brye 2002, 2004, Hamm et alii. 2002 et Hamm (2002) donnent un bref aperçu de l’ensemble du groupe. Les langues béboïdes de l’Est sont clairement valides ; les locuteurs reconnaissent la relation entre leurs langues, leur répartition est le résultat des récents mouvements de population et linguistiquement, les langues sont similaires. Les langues béboïdes de l’Ouest, sont plus incertaines quant à leur classification ; elles semblent avoir plus de rapports avec les langues des Grassfields et il ne semble pas vraiment justifié d'en faire un groupe, bien que cela reste une hypothèse de travail,. Blench (2011) classe les langues béboïdes de l’Est et de l’Ouest comme des branches distinctes des langues bantoïdes méridionales.
Langues béboïdes de l’Est
Chungmboko, naami–kemedzung, naki, sari–noni (ncane-mungong-noone)
Langues béboïdes de l’Ouest ?
Mungbam
M’fan (en)
Koshin
Mundabli : Mundabli, Bu
Ajumbu (langue la moins similaire)
Le bikya (fourou) est peut-être une langue béboïde, mais c’est incertain.